# Denno
Denno es una comune italiana de la provincia de Trento, en Trentino-Alto Adigio. Tiene una población estimada, a fines de julio de 2021, de 1.201 habitantes.

## Evolución demográfica
| Gráfica de evolución demográfica de Denno entre 1861 y 2021 |
|                                                             |
| Fuente ISTAT - elaboración gráfica de Wikipedia             |